# 4333 Sinton
4333 Sinton è un asteroide della fascia principale. Scoperto nel 1983, presenta un'orbita caratterizzata da un semiasse maggiore pari a 2,2361832 UA e da un'eccentricità di 0,1487202, inclinata di 4,15872° rispetto all'eclittica.